# Campylopus contortus
Campylopus contortus là một loài rêu trong họ Dicranaceae. Loài này được Wahlenb. Brid. mô tả khoa học đầu tiên năm 1819.